# Беасаїн
Беасайн (баск. Beasain (офіційна назва), ісп. Beasáin) — муніципалітет в Іспанії, у складі автономної спільноти Країна Басків, у провінції Гіпускоа. Населення — 13 557 осіб (2009).
Муніципалітет розташований на відстані близько 320 км на північний схід від Мадрида, 34 км на південний захід від Сан-Себастьяна.
На території муніципалітету розташовані такі населені пункти: (дані про населення за 2009 рік)
- Арац-Мачимбента: 23 особи
- Арріаран: 70 осіб
- Астігаррета: 18 осіб
- Беасайн: 13182 особи
- Гарін: 23 особи
- Альтаміра: 11 осіб
- Анцисар: 4 особи
- Беасайнменді: 79 осіб
- Гудугаррета: 27 осіб
- Лойнац: 89 осіб
- Угартеменді: 6 осіб
- Сальбаторе: 25 осіб

## Демографія
Динаміка населення (INE ):

## Галерея зображень

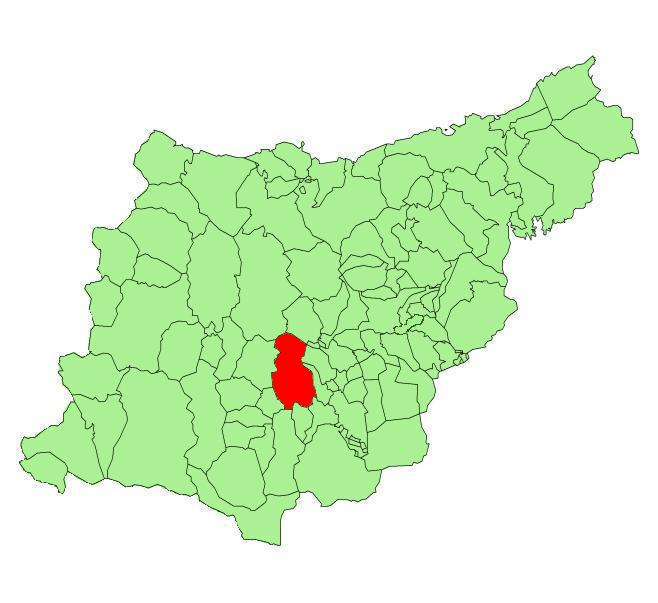
Розташування муніципалітету